# Oratorio di San Giovanni Battista dei Fiorentini
L'oratorio di San Giovanni Battista dei Fiorentini è una chiesa sconsacrata situata in corte de' Galluzzi, nel centro storico di Bologna.

## Etimologia
Sovrapposto all'antica chiesa di Santa Maria Rotonda dei Galluzzi  (ora sconsacrata e destinata ad uso commerciale), l'oratorio prende il nome "dei Fiorentini", proprio perché era luogo di ritrovo dei mercanti originari di tale città che operavano a Bologna. Infatti non è casuale il fatto che si trovi nelle immediate vicinanze di piazza Galvani, luogo che nel medioevo era destinato al commercio della seta.

## Storia e descrizione
Posto accanto alla Corte dei Galluzzi, così denominata da una famiglia nobile dei Galluzzo di Capramozza che vi aveva residenza, e adiacente alla Torre Galluzzi (eretta nel 1257), l'oratorio presenta una struttura e una decorazione tipicamente barocca. Frutto di una serie di lavori e ammodernamenti successivi, la forma attuale è dovuta ai lavori eseguiti nel 1793 da Giuseppe Tubertini.
All'interno la volta è decorata con dipinti raffiguranti la Gloria di San Giovanni Battista, realizzati da Mauro Aldrovandini attorno al 1668-1671.